# Slobidka, Derajnea
Slobidka (în ucraineană Слобідка) este un sat în comuna Nîjnie din raionul Derajnea, regiunea Hmelnîțkîi, Ucraina.

## Demografie
Componența lingvistică a localității Slobidka
     Ucraineană (96,55%)
     Rusă (3,45%)
Conform recensământului din 2001, majoritatea populației localității Slobidka era vorbitoare de ucraineană (96,55%), existând în minoritate și vorbitori de rusă (3,45%).